# Колаюта, Винни
Ви́нсент Пи́тер Колаю́та (англ. Vincent Peter Colaiuta; 5 февраля 1956, Браунсвилл, Пенсильвания) — американский барабанщик, живущий в Лос-Анджелесе. Начал играть на барабанах ещё в детстве и получил первую ударную установку от родителей в возрасте 14 лет. Музыкант отличается своей универсальностью — он сотрудничал с известными музыкантами различных направлений и жанров.

## Ранняя карьера
После годового обучения в Музыкальном колледже Беркли (Бостон) Колаюта переезжает в Лос-Анджелес. Известность он получает в апреле 1978 года, когда присоединяется после прослушивания к Фрэнку Заппе. Он записал с ним ряд альбомов: Tinseltown Rebellion, Joe's Garage и Shut Up 'n Play Yer Guitar. Партии Колаюты с альбома Joe’s Garage вошли в список 25-ти лучших ударных партий всех времен по версии журнала Modern Drummer.

## Сессионная работа
После ухода от Заппы Колаюта работал со множеством рок- и поп-артистов, в том числе с Джино Ваннелли, Джони Митчелл, Барброй Стрейзанд, Сэнди и Джуниор, Clannad, Wang Chung, Чакой Хан и Джеффом Беком. Также сотрудничал с некоторыми джазовыми музыкантами: Чиком Кориа, Херби Хэнкоком, Джимми Хэслипом, Куинси Джонсом, Бадди Ричем, Буэллом Нейдлингером и Джоном Патитуччи.

## Работа со Стингом
В 1990 году Колаюта присоединяется к Стингу в качестве барабанщика, работая в концертном туре в поддержку альбома The Soul Cages; был ударником Стинга в течение следующих семи лет. Отказался принять участие в туре Brand New Day и ушёл из группы, обосновывая это тем, что устал от изнурительных турне. Ударные партии Колаюты можно услышать на студийных альбомах Ten Summoner’s Tales, Mercury Falling, Brand New Day (3 песни) и Sacred Love (2 песни).
В 2003 году вновь работал в коллективе Стинга в промотуре Sacred Love, но от участия в мировом турне отказался.

## Последующая карьера
Колаюта считается одним из самых востребованных сессионных барабанщиков для записи альбомов, саундтреков, теле- и радио-джинглов.
С 2006 по 2009 год гастролировал с Джеффом Беком и Тэл Викенфилд. Также выступал с Фэйт Хилл, записал ударные партии к альбому The System Has Failed треш-метал-группы Megadeth.
С 2013 года работает барабанщиком в проектах Джо Сатриани.